# پرواز هفتاد و دوی گلف ایر

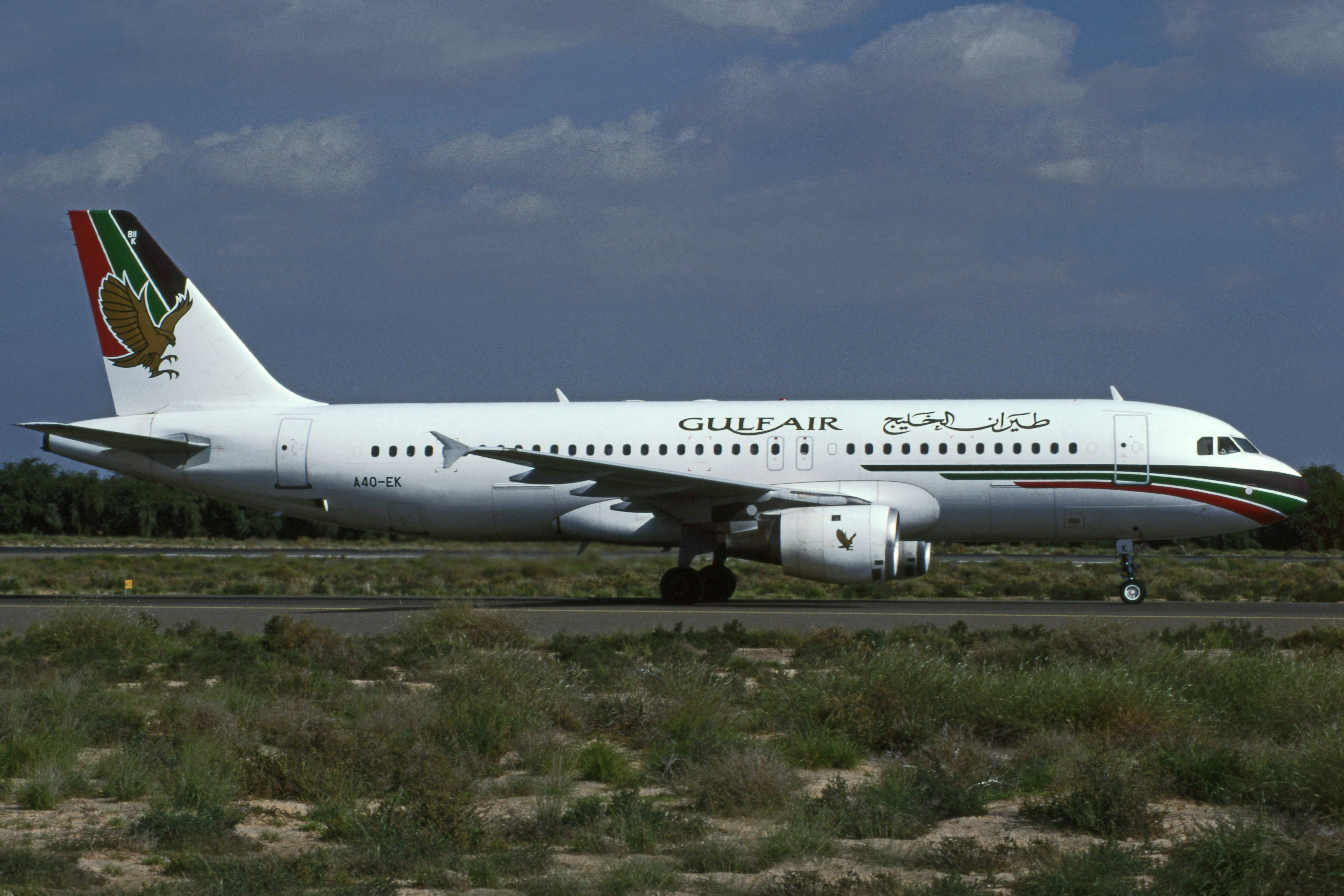
نمایی از هواپیمای ای۴او-ای‌کی (ایرباس ای ۳۲۰ سری ۲۰۰)، پرواز ۷۲ گلف ایر، ۱۹۹۹

پرواز ۷۲ گلف ایر (خطوط هوایی بحرین(خلیج)) (به انگلیسی: Gulf Air Flight 072)، یک پرواز برنامه‌ریزی شدهٔ بود که از فرودگاه بین المللی قاهره به فرودگاه بین‌المللی بحرین مورخ ۲۳ آگوست سال ۲۰۰۰ میلادی با یک فروند هواپیمای  ایرباس ای۳۲۰ سری ۲۰۰ در آب‌های کم عمق خلیج فارس و در فاصلهٔ ۵ کیلومتری فرودگاه بحرین سقوط کرد که منجر به مرگ همه ۱۴۳ سرنشین از جمله ۶۱ مرد ۳۷ زن و ۳۷ بچه در آن ایرباس ای۳۲۰ بحرینی شد. این سانحه تا کنون مرگبار ترین سانحه هوایی بحرین و دومین سانحه مرگبار خلیج فارس پس از پرواز شماره ۶۵۵ ایران ایر و همچنین مرگبارترین سانحه خانواده ایرباس ای۳۲۰ در زمان وقت وقوع و سومین سانحه مرگبار خانواده ای ۳۲۰ پس از پرواز ۳۰۵۴ تام و پرواز شماره ۹۲۶۸ کاگالیماویا در حال حاضر است؛ از کادر این پرواز میتوان به خلبان این هواپیما، احسان العلوی متولد استان صحار در عمان و کمک خلبان، امین ثمره مرادی متولد استان کرمان در ایران و شهروند بحرین اشاره کرد. در این سانحه علاوه بر ۱۴۳ نفر جنازه مسافران (از جمله ۱۴ نوزاد)، جنازه ۱۴۴ امی نیز از آب‌های خلیج فارس بیرون کشیده شد که توسط کارشناسان به عنوان جسد جنینی شناخته شد که در حین سانحه از مادرش متولد شده بود ولی هیچگاه در آمار جانباختگان این سانحه نیامد و همچون زنده ماندن یک دختر ۹ ساله فرانسوی به نام باهیا باکاری شنا نابلد بر روی یک تکه چوب در سانحه پرواز ۶۲۶ یمنی در اقیانوس هند (نزدیک کومور)، یکی از اتفاقات عجیب سوانح قرن بیست و یکم تلقی می شود. از دولت‌هایی که اظهار تسلیت در پی این سانحه کردند می توان به وزیر امور خارجه وقت ایران در زمان خاتمی اشاره کرد. 

## ملیت مسافران و خدمه
| ملیت                    | مسافران | خدمه | مجموع |
| ----------------------- | ------- | ---- | ----- |
| مصر                     | ۶۳      | ۱    | ۶۴    |
| بحرین                   | ۳۴      | ۲    | ۳۶    |
| عربستان سعودی           | ۱۲      | ۰    | ۱۲    |
| تشکیلات خودگردان فلسطین | ۹       | ۰    | ۹     |
| امارات متحده عربی       | ۶       | ۰    | ۶     |
| چین                     | ۳       | ۰    | ۳     |
| عمان                    | ۱       | ۱    | ۲     |
| بریتانیا                | ۲       | ۰    | ۲     |
| استرالیا                | ۱       | ۰    | ۱     |
| کانادا                  | ۱       | ۰    | ۱     |
| هند                     | ۰       | ۱    | ۱     |
| کویت                    | ۱       | ۰    | ۱     |
| مراکش                   | ۰       | ۱    | ۱     |
| فیلیپین                 | ۰       | ۱    | ۱     |
| لهستان                  | ۰       | ۱    | ۱     |
| سودان                   | ۱       | ۰    | ۱     |
| ایالات متحده آمریکا     | ۱       | ۰    | ۱     |
| مجموع                   | ۱۳۵     | ۸    | ۱۴۳   |